# Christian Kreis

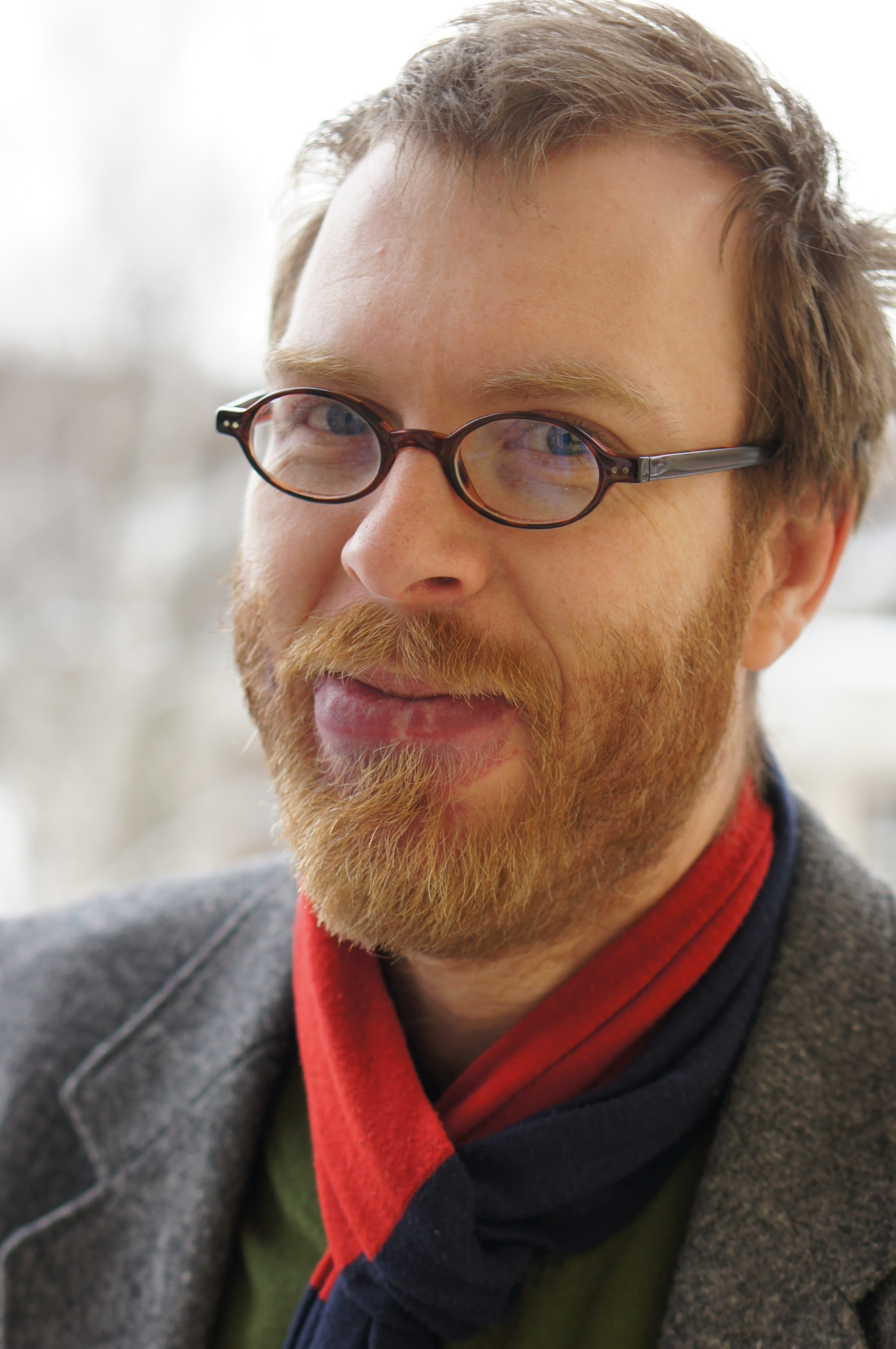
Christian Kreis (2013)

Christian Kreis (* 23. März 1977 in Bernburg) ist ein deutscher Schriftsteller.

## Leben
Christian Kreis wuchs in Bernburg auf. Er studierte Soziologie und Politikwissenschaft in Halle. Von 2006 bis 2010 studierte er am Deutschen Literaturinstitut Leipzig. Von 2007 bis 2009 war er Mitredakteur der Literaturzeitschrift Plumbum. Er war Lehrbeauftragter am Deutschen Literaturinstitut Leipzig und ist Mitglied der Lesebühne Kreis mit Berg. Von April 2010 schreibt er die Monatskolumne „eingekreist“. Bis 2020 erschien sie auf Fixpoetry. Nach dem Ende von Fixpoetry ist sie auf die Homepage von Kreis mit Berg umgezogen. Er schreibt gelegentlich auch Kolumnen für die taz-»Wahrheit«.

## Auszeichnungen
- 2006: Walter Bauer-Stipendium der Städte Merseburg und Leuna
- 2008: Georg-Kaiser-Förderpreis des Landes Sachsen-Anhalt
- 2010: Ahrenshoop Stipendium im Künstlerhaus Lukas
- 2011: Sonneck-Stipendium[1]
- 2015: Landesstipendium auf dem Kunsthof Dahrenstedt
- 2015: Internationales Arbeitsstipendium der Kunststiftung des Landes Sachsen-Anhalt in St. Petersburg[2]
- 2016: Landesmeister im Poetry Slam von Sachsen-Anhalt[3]
- 2018: Stipendiatenaufenthalt Schloss Hundisburg[4]
- 2019: Stadtschreiber von Halle (Saale)[5]
- 2023: Residenzstipendium für Literatur in Salzwedel[6]

## Werke

### Einzelveröffentlichungen
- Das Verhältnis der „Kritischen Theorie“ von Max Horkheimer und Theodor W. Adorno zum utopischen Denken, ibidem-Verlag, Stuttgart, 2006
- Nichtverrottbare Abfälle: Gedichte, Mitteldeutscher Verlag, Halle, 2007
- In den Augen der Magersüchtigen, Verlag im Proberaum 3, Klingenberg, 2009
- Die Lyrik Roberto Blancos, Hallesche Autorenhefte 53, Halle: Förderkreis der Schriftsteller in Sachsen-Anhalt, 2010
- Die Geschenke des Löwen, Künstlerbuch, künstlerische Gestaltung von Annina Bornstein, Leipzig, 2010
- Dummer August und Kolumbine, Fixpoetry.Verlag, Hamburg, 2012
- Halle Alphabet, parasitenpresse, Köln, 2020[7]
- Der grundsympathische Blick des Norman Bates. Kolumnen und Satiren, parasitenpresse, Köln, 2023
- Salzwedeler Sammelsurium, Hrsg.: Verein zur Förderung des Künstler- und Stipendiatenhauses des Altmarkkreises Salzwedel e.V., Salzwedel, 2024

### In Literaturzeitschriften (Auswahl)
- Vier Minigedichte in: um[laut] Nr. 8, Köln 2010.